# Jabbour Douaihy
Jabbour Douaihy, född 5 januari 1949 i Zghartā i norra Libanon, död 23 juli 2021 i Ehden i distriktet Zgharta, var en libanesisk författare.
Han hade en doktorsexamen i komparativ litteratur från Sorbonne, och undervisade i fransk litteratur på libanesiska universitetet i Beirut. Han publicerade romaner, noveller och barnböcker, och stod två gånger på urvalslistan för International Prize for Arabic Fiction, för romanerna June Rain (2008) respektive The Vagrant (2012).